# CLS Communication
CLS Communication es una empresa de servicios lingüísticos con sede en Suiza, dedicada especialmente a las áreas de traducción, redacción y revisión de textos. La sociedad cuenta con 19 oficinas en tres continentes y sirve principalmente a clientes de los sectores financiero, ciencias de la vida y telecomunicaciones, y también del sector jurídico.
CLS Communication tiene aproximadamente 250 traductores y redactores en plantilla y dispone de una red de  2400 colaboradores externos. Con arreglo a los datos de su página Web correspondientes a 2011, la empresa cuenta con más de 900 clientes.

## Historia
CLS Communication se constituyó en 1997 como empresa independiente a partir del departamento lingüístico de Schweizerischer Bankverein (hoy UBS) y de la aseguradora Zürich Versicherung (hoy Zúrich Financial Services). En 2002 la compañía internalizó los servicios de traducción de las dos principales empresas suizas de telecomunicaciones, Swisscom y Sunrise, e integró al equipo de traducción del grupo bancario Raiffeisenbank en Suiza. Ese mismo año CLS abrió sus oficinas de Londres y Nueva York. Con la adquisición de la compañía londinense Richard Gray Financial Translation (RGFT) en el año 2004 se añadió a la empresa una segunda oficina en Gran Bretaña y otras dos, en París y Madrid respectivamente.
CLS inauguró posteriormente oficinas en Copenhague y Fráncfort. Entre 2005 y 2007 la sociedad se extendió a Asia mediante la apertura de oficinas en Singapur, Hong Kong, Shanghái y Pekín. Posteriores externalizaciones de procesos comerciales llevaron a la adquisición por parte de CLS de los equipos lingüísticos de Swiss Re, Lombard Odier y Danske Bank, entre otros.
En 2003, tras la adquisición del negocio por parte del equipo directivo, CLS se hizo totalmente independiente. Con la participación de Zurmont Madison, un equipo suizo de Private Equity, CLS obtuvo un nuevo accionista mayoritario en 2009. La participación de Zurmont Madison procede de una ampliación de capital y de la compra de parte de las acciones del hasta ahora equipo directivo de CLS. Seguidamente, la empresa adquirió CLS Lexi-tech International, el mayor proveedor canadiense de servicios de traducción (anteriormente en propiedad de J.D. Irving), y Scandinavian Translators en Dinamarca.
Recientemente, en enero de 2013, CLS Communication ha absorbido a 4-Text, especialistas en traducción de documentación técnica. La empresa, con sede en Berlín, cuenta con más de 60 personas en plantilla y 200 traductores externos.
Con arreglo al informe "The Language Services Market: 2013", de Donald A. DePalma y Vijayalaxmi Hegde publicado por Common Sense Advisory, CLS Communication ocupa el puesto número 11 en la lista de los mayores proveedores de servicios lingüísticos a nivel mundial.
Doris Albisser estuvo al frente de CLS Communication como Consejera Delegada del Grupo durante 16 años hasta agosto de 2013, cuando confió la responsabilidad de la gestión operativa al Director Financiero del Grupo y delegado durante mucho tiempo, Matthias Trümpy, para asumir el cargo de Vicepresidenta del Consejo de Dirección. Bajo el liderazgo de Doris Albisser, la compañía pasó de ser la unidad interna de servicios de traducción de un banco a ser uno de los diez principales proveedores de soluciones lingüísticas a nivel internacional, con más de 600 profesionales en plantilla y una red de aproximadamente 5.000 colaboradores externos en todo el mundo.
En enero de 2015, CLS Communication fue adquirida por Lionbridge, líder mundial en servicios de traducción y localización.
En julio de 2015 Matthias Trümpy cedió el puesto de Consejero Delegado a Tom Spel. En julio de 2017 Markus Hacker asume las funciones de General Manager Central Europe. 

## Servicios
El negocio central de CLS Communication consiste en las áreas de traducción, redacción yhttp://www.jdirving.com/ revisión de textos. La empresa se encarga de traducir, entre otros, numerosos informes anuales de empresas que cotizan en Bolsa. Además, dispone de un equipo de terminólogos que ayudan a los clientes a crear sus propios diccionarios corporativos y a gestionar sus recursos lingüísticos. CLS ofrece, asimismo, una herramienta de traducción automática y diversos servicios tecnológicos, análisis de legibilidad y otros.

## Certificaciones
Estamos orgullosos de contar con las certificaciones ISO 9001:2008 y DIN EN 15038:2006. Las distintas sucursales están certificadas según estas normas.